# Велика Слобода (Псковська область)
Велика Слобода (рос. Большая Слобода) — присілок в Новоржевському районі Псковської області Російської Федерації.
Населення становить 40 осіб. Входить до складу муніципального утворення Вехнянська волость.

## Історія
Від 2015 року входить до складу муніципального утворення Вехнянська волость.

## Населення
| 2001 | 2002 | 2010 |
| ---- | ---- | ---- |
| 45   | ↗50  | ↘40  |